# Карло Альберто Раккія
Карло Альберто Раккія (італ. Carlo Alberto Racchia; 31 серпня 1831, Турин — 12 березня 1896, Ла-Спеція) — італійський політик, військовик, міністр військово-морського флоту.

## Біографія
Карло Альберто Раккія народився 31 серпня 1831 року в Турині. Ніс військову службу на флоті. Брав участь у Кримській та австро-італійській (1866) війнах. Дослужився до звання адмірала.
Був міністром військово-морських сил у першому уряді Джованні Джолітті.
Обирався членом Палати депутатів Королівства Італія.
Помер 12 березня 1896 року в Ла-Спеції.

## Нагороди

### Італійські нагороди
- Кавалер Великого хреста Ордена Святих Маврикія та Лазаря
- Кавалер Великого хреста Ордена Корони Італії
- Кавалер Савойського військового ордена
- Бронзова медаль «За військову доблесть»
- Кримська медаль
- Пам'ятна медаль за участь у війні за незалежність Італії.
- Пам'ятна медаль на честь об'єднання Італії.

### Іноземні нагороди
- Офіцерський хрест Ордену Слави (Туніс)
- Кавалер Авіського ордену (Португалія)
- Кавалер Ордену Вежі й Меча (Португалія)
- Медаль Італійської кампанії 1859 (Франція)

## Вшанування
На честь Карло Альберто Раккія був названий есмінець типу «Карло Мірабелло».
Також на честь нього була названа артилерійська батарея в системі берегових укріплень Ла-Спеції.